# Santiago Arcas
Santiago o Santi Arcas es un historietista e ilustrador español, nacido en Cartagena en 1974. 

## Biografía
Santiago Arcas se licenció en Bellas Artes por la Universidad de Barcelona.
Entre 1998 y 2001, y con dibujos de Acuña, publicó el comic book "Claus & Simon" en la colección Brut Comix de Ediciones La Cúpula. La cuarta historieta de la serie fue serializada en la revista francesa "L'Echo des savanes" durante el año 2004.
Desde marzo de 2005 publicó la serie Lorena Jones en la revista infantil "Mister K", con dibujos de Víctor Ibáñez. 
A mediados de 2006, gracias a la mediación de su agente David Macho,  fue fichado por la editorial estadounidense DC Comics para colorear la serie Checkmate de Jesús Saiz, mientras desarrollaba otra historieta con vistas a su publicación seriada en L'Echo des Savanes, pero esta vez como autor completo. Islas Pato, que así se titulaba inicialmente, narra una historia de zombies en unas islas imaginarias del mar Caribe, y fue publicada finalmente en formato álbum y con el título de Sandra por Ediciones Glénat, primero en Francia (07/2008) y después en España (23/04/2009).

## Obra
- 1998 Claus & Simon en Hollywood
- 2000 Claus & Simon: Feria de monstruos
- 2001 Claus & Simon: Cajón de Sastre
- 2004 Claus & Simon: Rois de l'evasion
- 2005 Lorena Jones (en "Mister K", con dibujos de Víctor Ibáñez)
- 2008 Sandra (Ediciones Glénat)